# Piragüismo en los Juegos Olímpicos de Londres 2012 – Eslalon K-1 femenino
La competición femenina de slalom K-1 de piragüismo en los Juegos Olímpicos de Londres 2012 tuvo lugar entre el 30 de julio y el 2 de agosto en el  Lee Valley White Water Centre.  La medalla de oro fue para la francesa Emilie Fer, la plata para la australiana Jessica Fox y el bronce para la española Maialen Chourraut.

## Formato de competición
En las eliminatorias, cada competidora tuvo realizó dos slalom, de forma que los 15 mejores tiempos clasificaban para la semifinal.
En la semifinal cada piragüista realizó un slalom, clasificando los 10 mejores tiempos para la final y definiendo el orden de salida de la misma.
La final también consistió en una bajada por atleta, con los tres mejores tiempos obteniendo las medallas de oro, plata y bronce respectivamente.

## Calendario
Todos los horarios en UTC+1
| Fecha                      | Hora          | Ronda         |
| -------------------------- | ------------- | ------------- |
| Lunes 30 de julio de 2012  | 14:12 & 16:24 | Clasificación |
| Jueves 2 de agosto de 2012 | 14:12         | Semifinal     |
| Jueves 2 de agosto de 2012 | 15:57         | Final         |

## Resultados

### Clasificación
| Pos | Nombre              | Ronda preliminar | Ronda preliminar | Ronda preliminar |
| Pos | Nombre              | Bajada 1         | Bajada 2         | Mejor            |
| --- | ------------------- | ---------------- | ---------------- | ---------------- |
| 1   | Maialen Chourraut   | 98.75            | 107.91           | 98.75            |
| 2   | Lizzie Neave        | 101.95           | 98.92            | 98.92            |
| 3   | Clara Giai          | 99.66            | 112.65           | 99.66            |
| 4   | Jessica Fox         | 165.36           | 100.33           | 100.33           |
| 5   | Štěpánka Hilgertová | 101.50           | 100.75           | 100.75           |
| 6   | Jana Dukátová       | 105.14           | 101.37           | 101.37           |
| 7   | Corinna Kuhnle      | 160.06           | 101.77           | 101.77           |
| 8   | Jasmin Schornberg   | 106.27           | 102.14           | 102.14           |
| 9   | Natalia Pacierpnik  | 110.58           | 102.38           | 102.38           |
| 10  | Émilie Fer          | 112.77           | 106.46           | 106.46           |
| 11  | Eva Terčelj         | 107.17           | 107.57           | 107.17           |
| 12  | Li Jingjing         | 108.53           | 111.22           | 108.53           |
| 13  | Marta Kharitonova   | 108.85           | 109.77           | 108.85           |
| 14  | Hannah Craig        | 117.07           | 108.99           | 108.99           |
| 15  | Luuka Jones         | 109.23           | 258.69           | 109.23           |
| 16  | Ana Satila          | 179.92           | 110.83           | 110.83           |
| 17  | Caroline Queen      | 117.05           | 186.23           | 117.05           |
| 18  | Ella Nicholas       | 118.69           | 118.29           | 118.29           |
| 19  | Moe Kaifuchi        | 173.61           | 121.29           | 121.29           |
| 20  | Elise Chabbey       | 162.92           | 124.46           | 124.46           |
| 21  | Jihane Samlal       | 174.09           | 276.32           | 174.09           |

### Semifinal
| Pos | Nombre              | Semifinal    | Semifinal |
| Pos | Nombre              | Penalización | Tiempo    |
| --- | ------------------- | ------------ | --------- |
| 1   | Natalia Pacierpnik  | 2            | 107.79    |
| 2   | Maialen Chourraut   | 2            | 108.34    |
| 3   | Émilie Fer          | 0            | 109.73    |
| 4   | Jana Dukátová       | 0            | 110.48    |
| 5   | Corinna Kuhnle      | 2            | 111.07    |
| 6   | Marta Kharitonova   | 2            | 111.44    |
| 7   | Jasmin Schornberg   | 0            | 112.25    |
| 8   | Jessica Fox         | 4            | 112.63    |
| 9   | Štěpánka Hilgertová | 0            | 114.10    |
| 10  | Hannah Craig        | 2            | 116.12    |
| 11  | Li Jingjing         | 4            | 117.02    |
| 12  | Lizzie Neave        | 6            | 117.30    |
| 13  | Eva Terčelj         | 6            | 117.36    |
| 14  | Luuka Jones         | 4            | 121.41    |
| 15  | Clara Giai          | 52           | 176.61    |

### Final
| Pos               | Nombre              | Final        | Final  |
| Pos               | Nombre              | Penalización | Tiempo |
| ----------------- | ------------------- | ------------ | ------ |
| Medalla de oro    | Émilie Fer          | 0            | 105.90 |
| Medalla de plata  | Jessica Fox         | 0            | 106.51 |
| Medalla de bronce | Maialen Chourraut   | 0            | 106.87 |
| 4                 | Štěpánka Hilgertová | 0            | 109.16 |
| 5                 | Jana Dukátová       | 0            | 109.60 |
| 6                 | Jasmin Schornberg   | 0            | 110.97 |
| 7                 | Natalia Pacierpnik  | 2            | 115.08 |
| 8                 | Marta Kharitonova   | 6            | 120.91 |
| 9                 | Hannah Craig        | 6            | 127.36 |
| 10                | Corinna Kuhnle      | 52           | 169.30 |

## Fotogalería

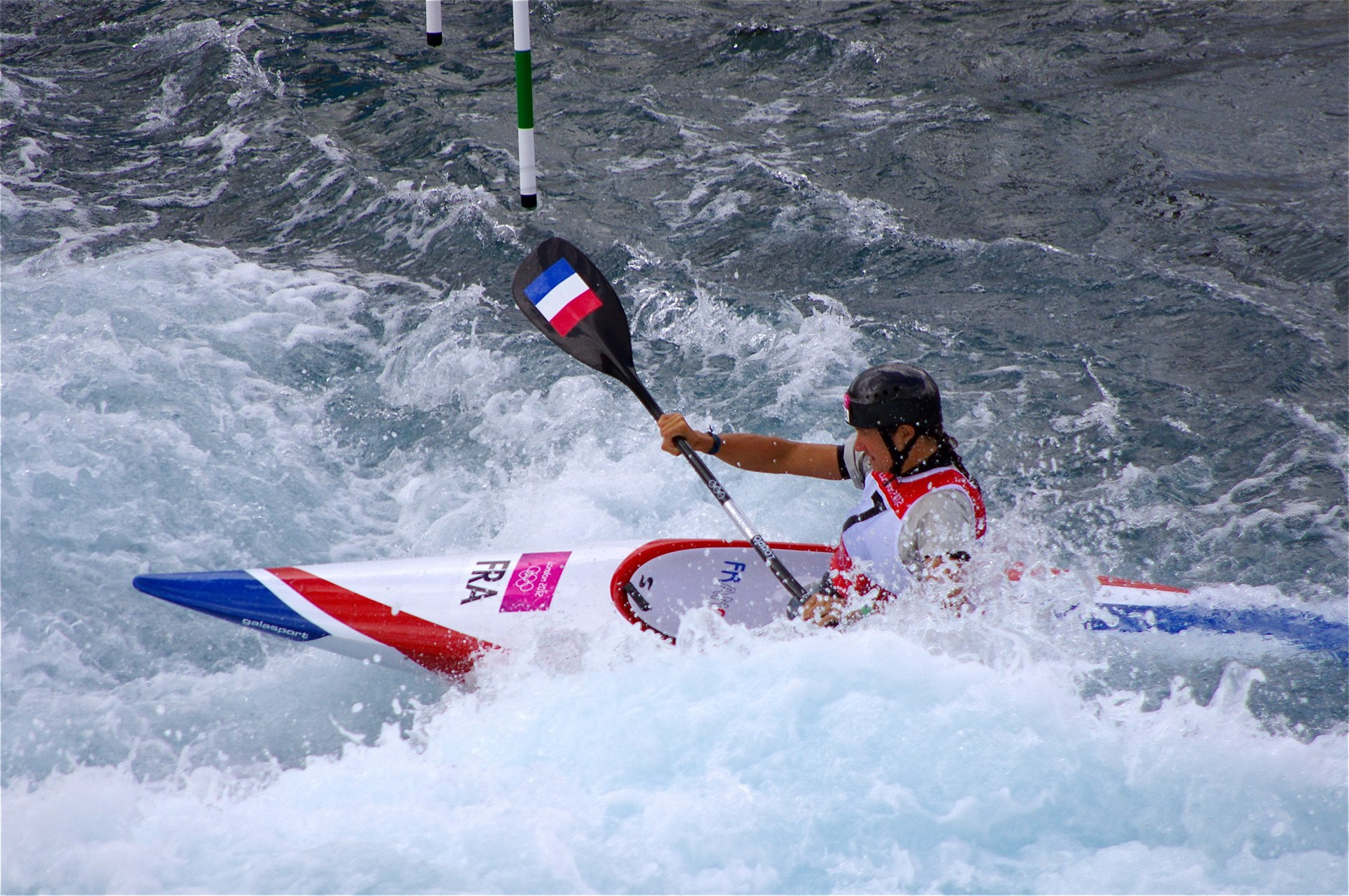
Émilie Fer
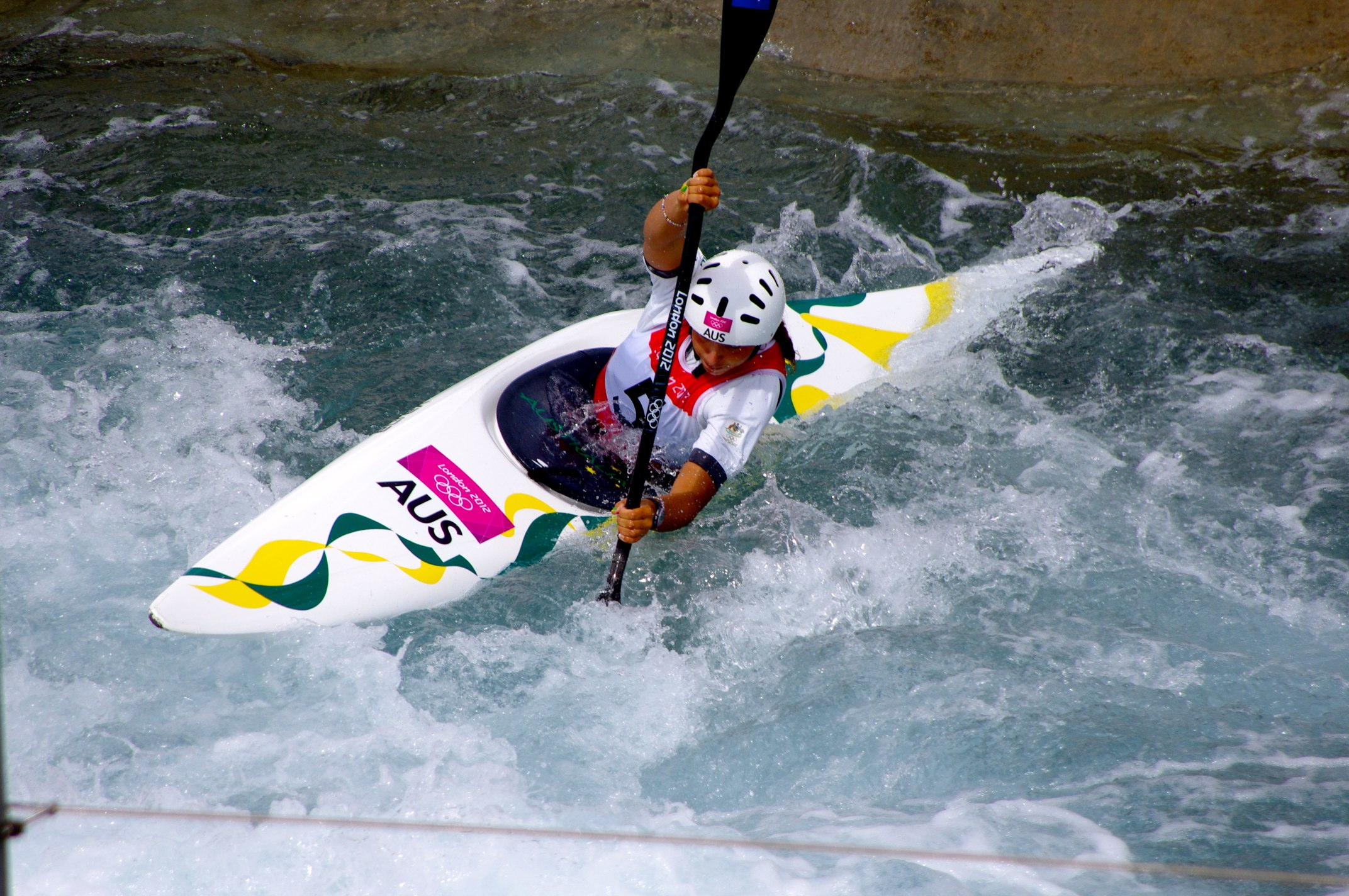
Jessica Fox
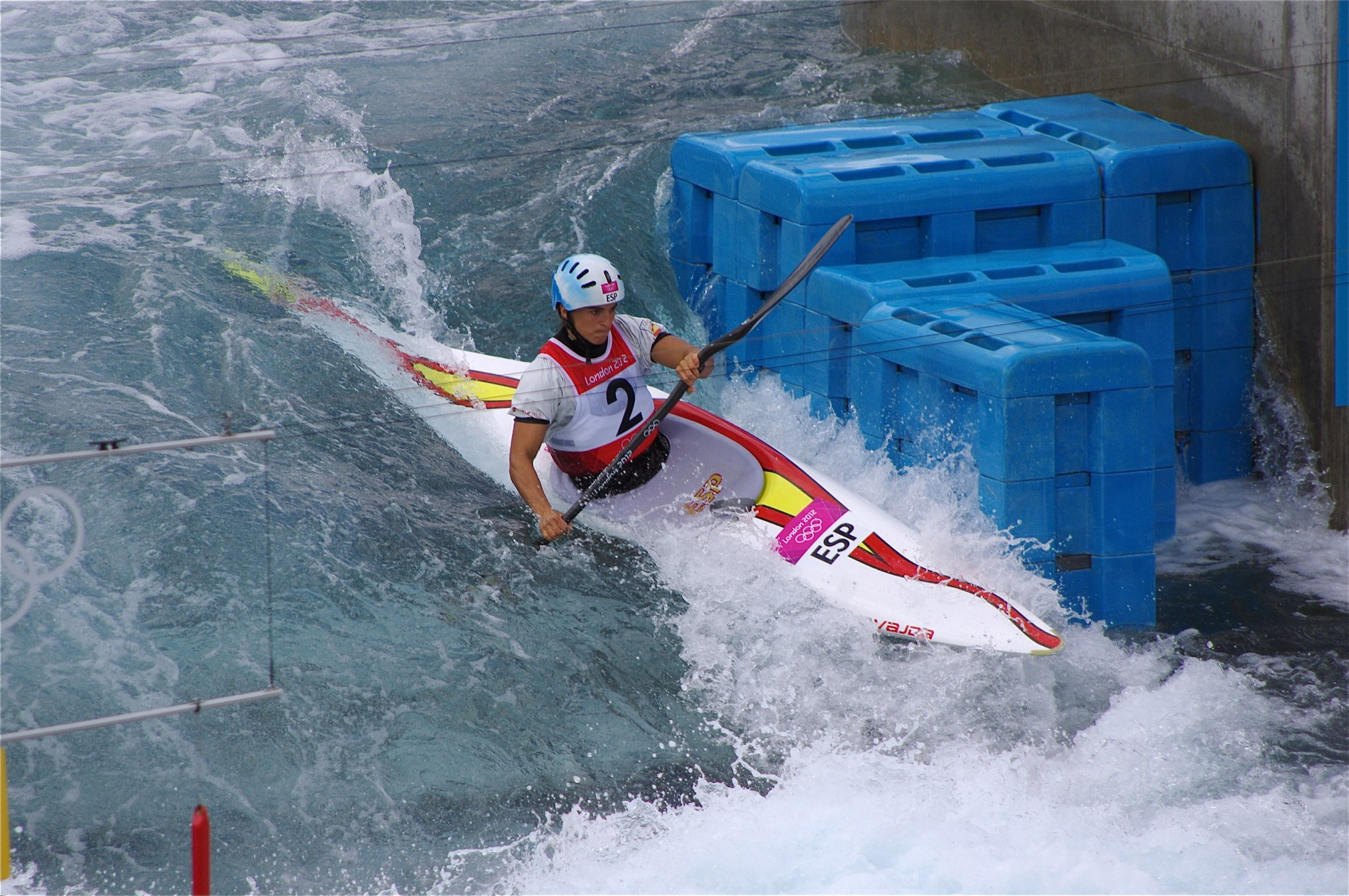
Maialen Chourraut
Štěpánka Hilgertová
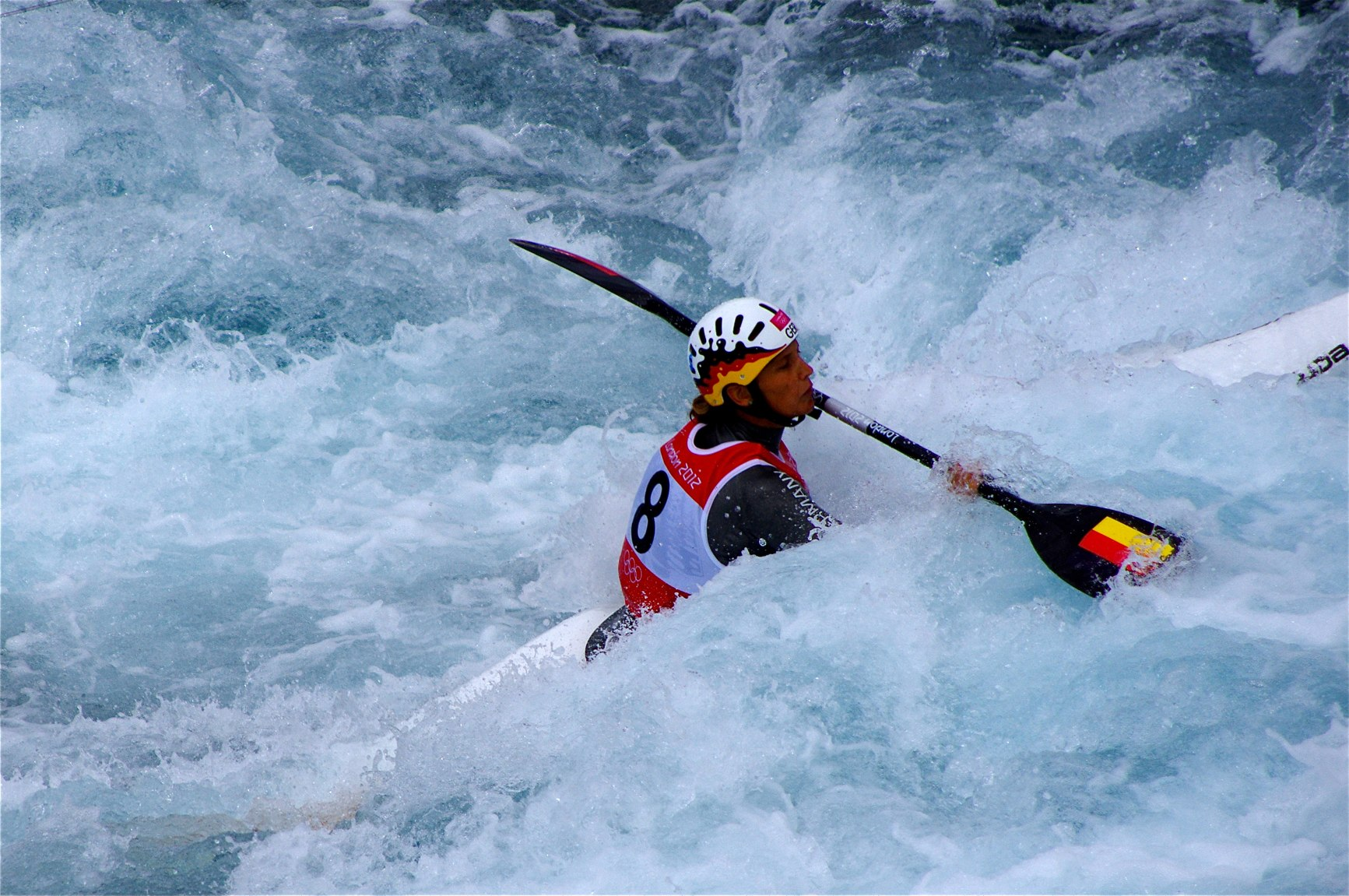
Jasmin Schornberg
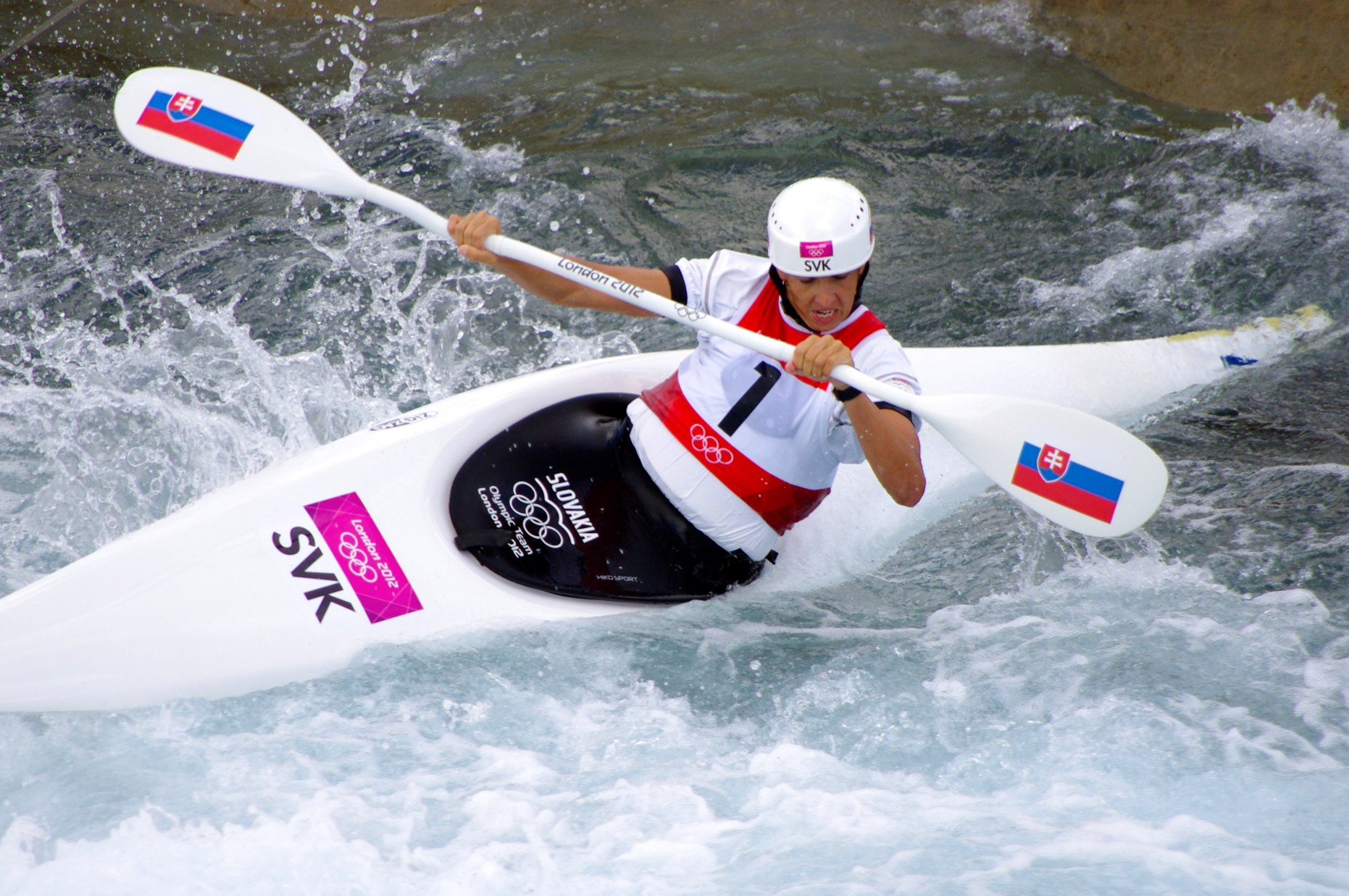
Jana Dukátová
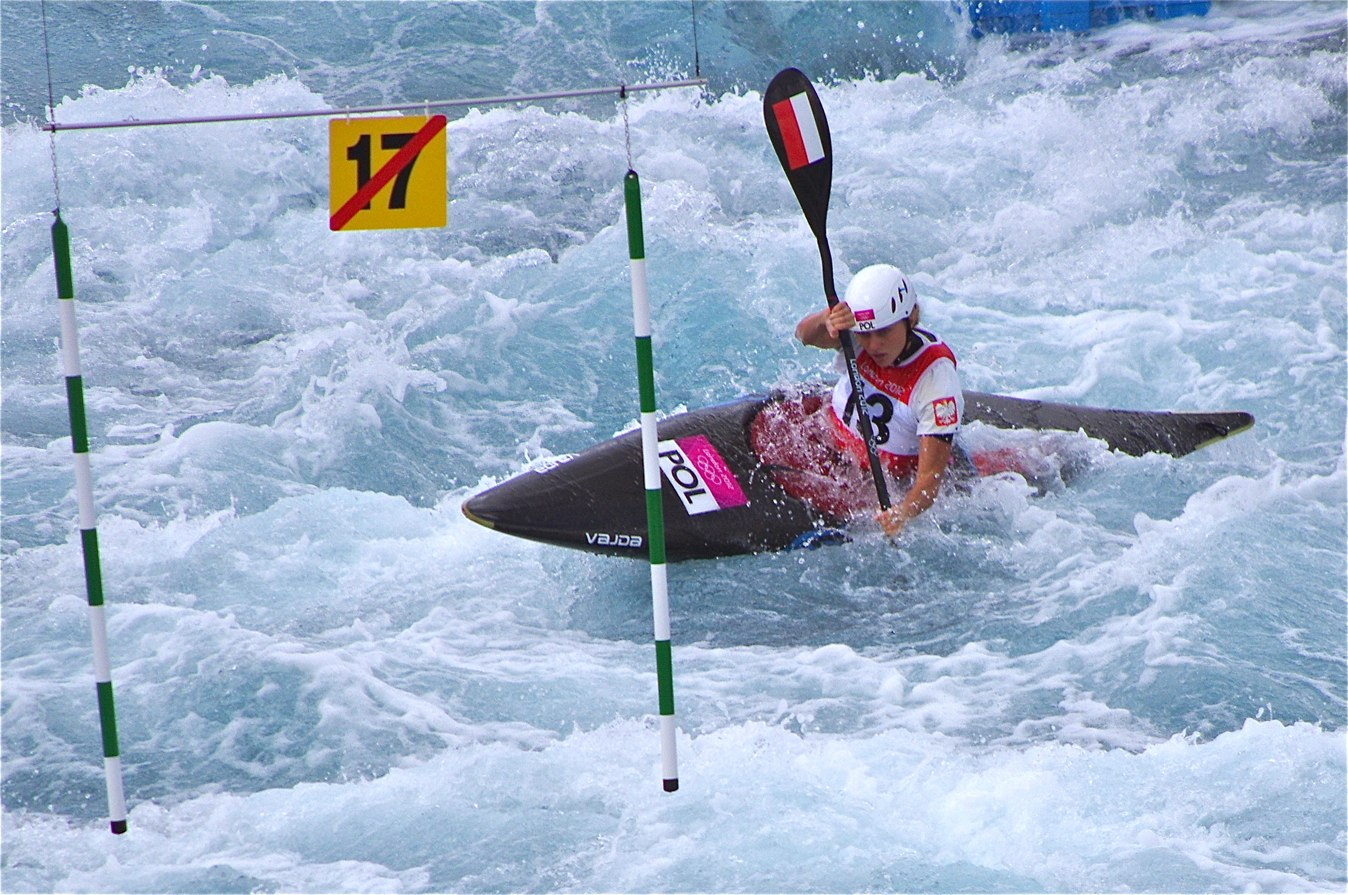
Natalia Pacierpnik
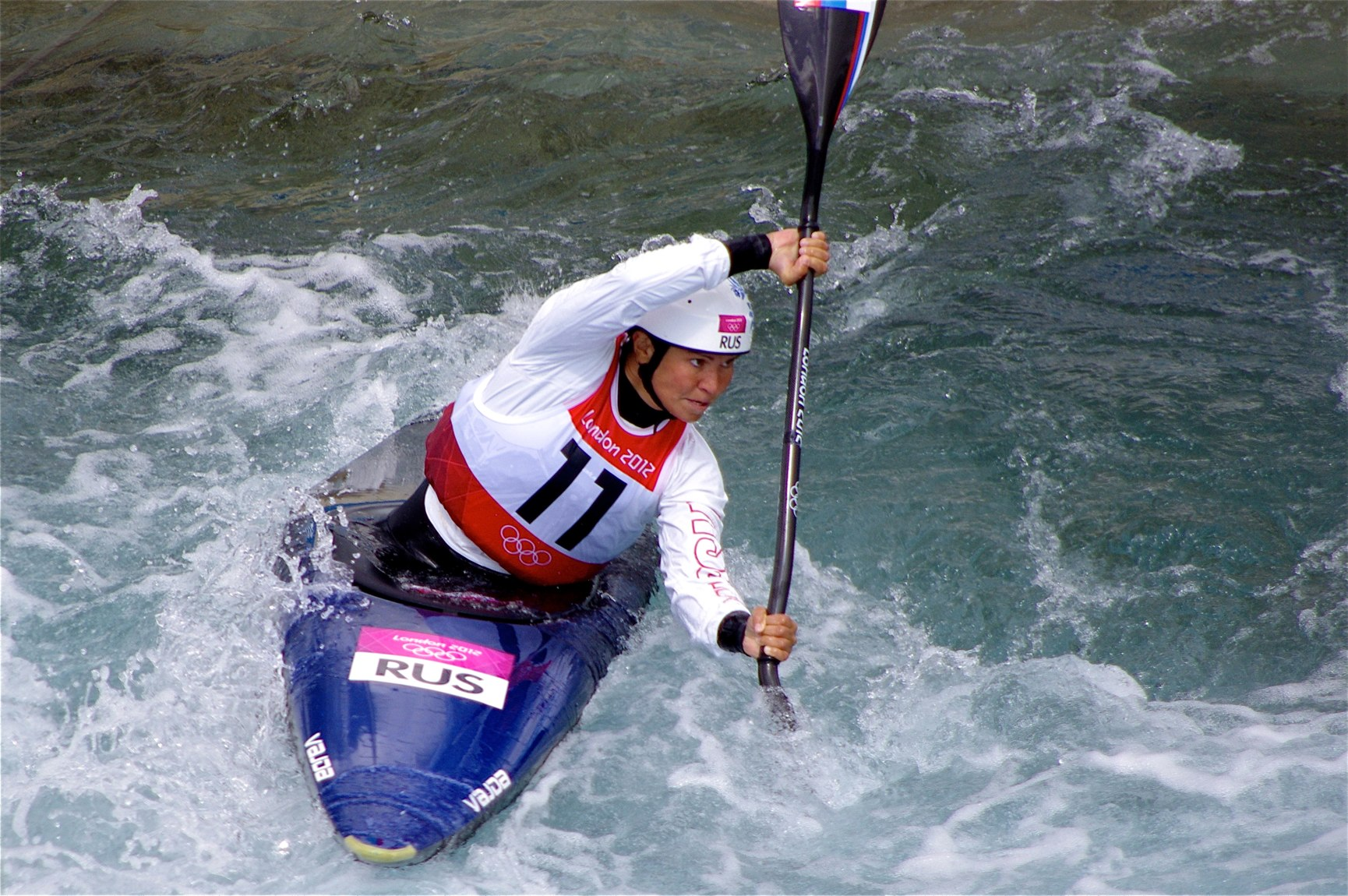
Marta Kharitonova
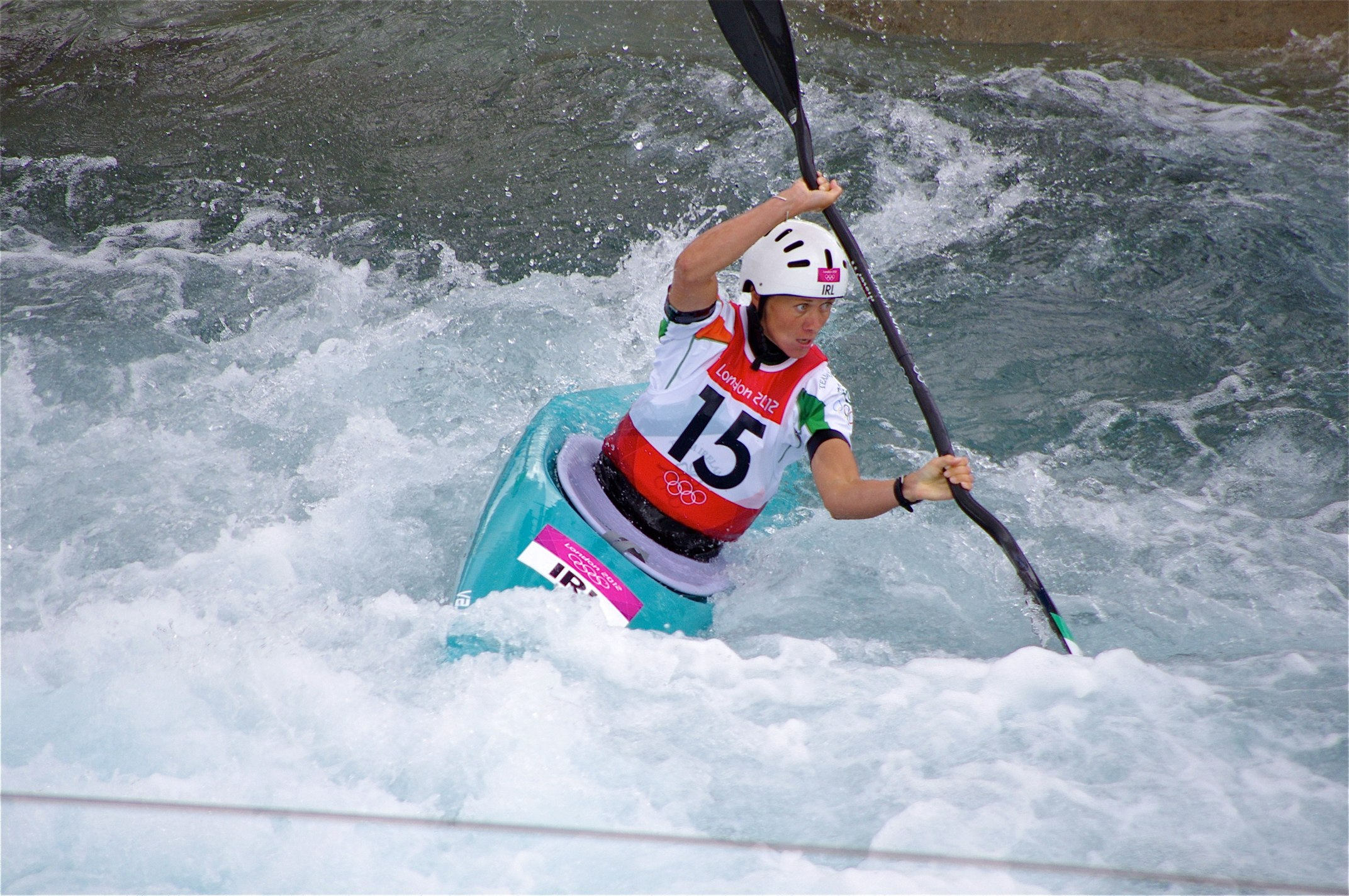
Hannah Craig
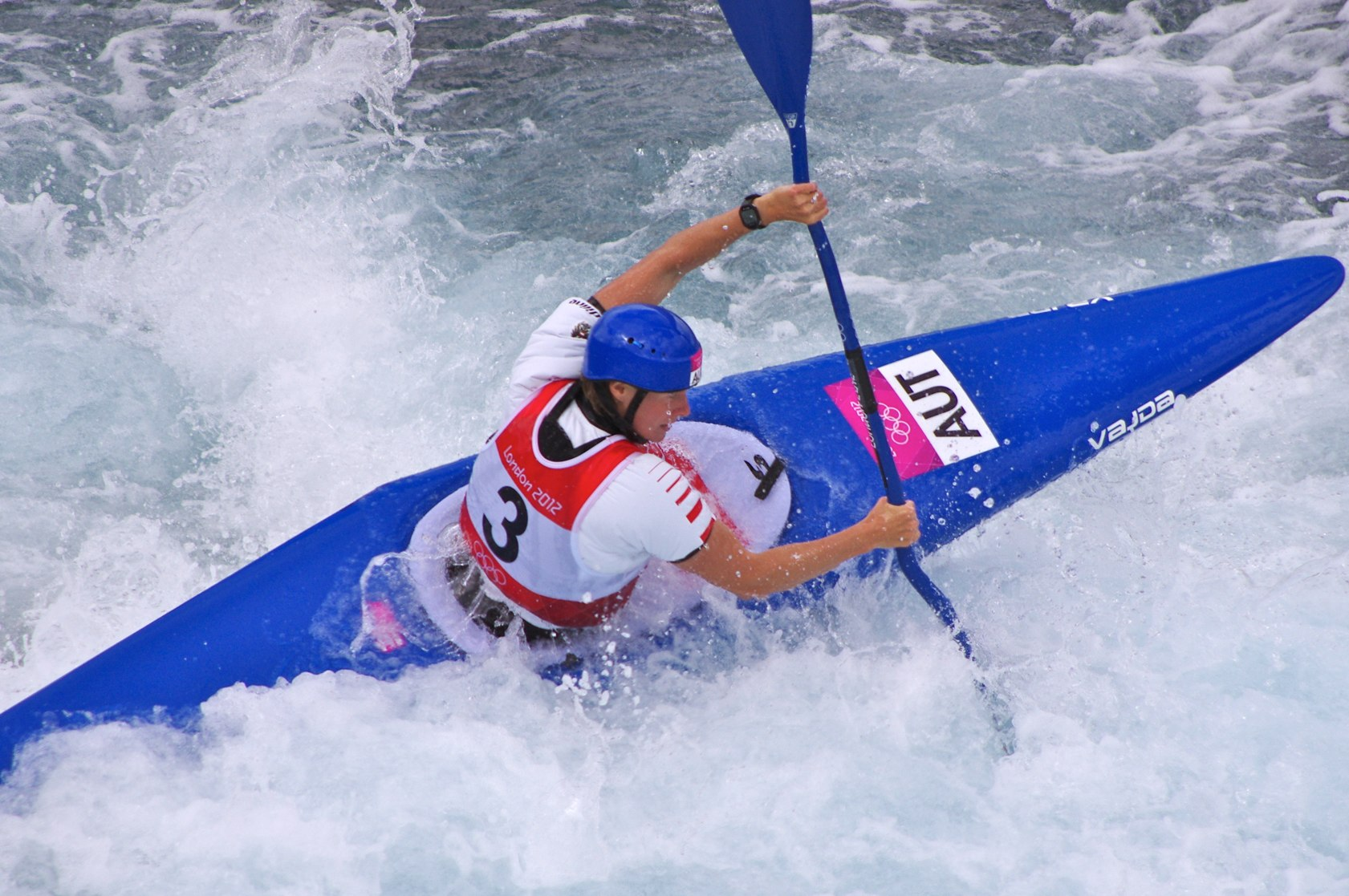
Corinna Kuhnle
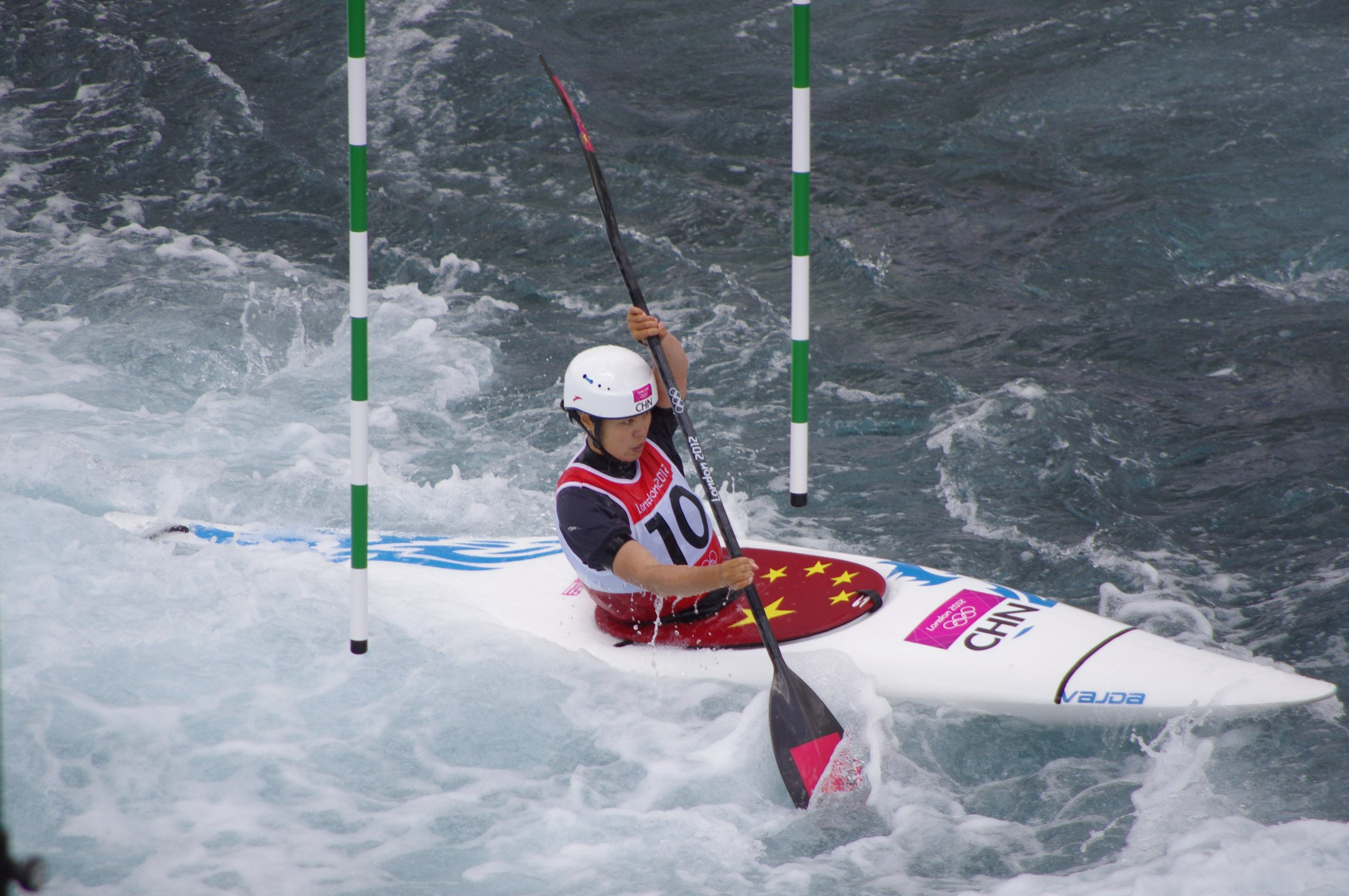
Li Jingjing
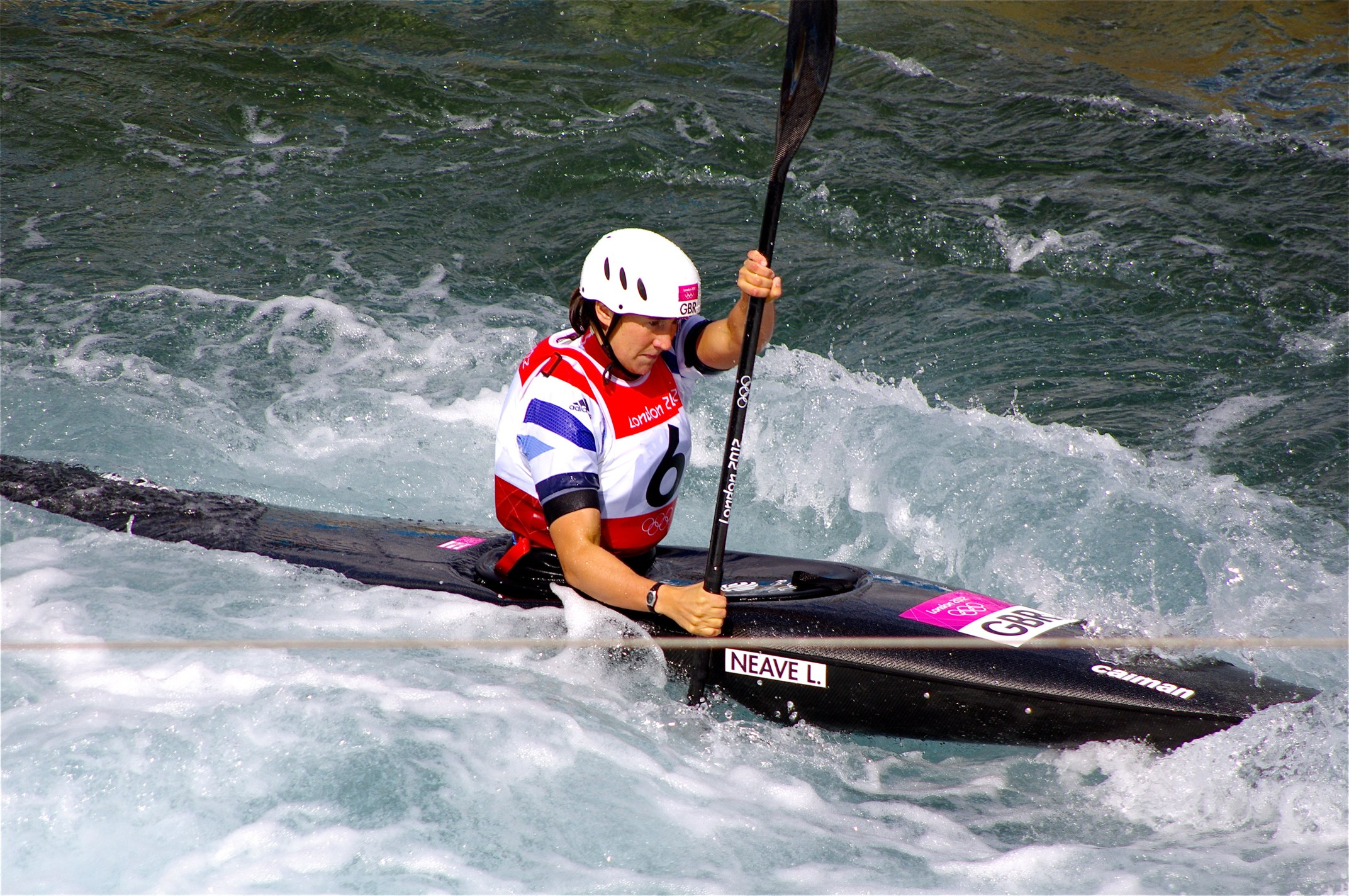
Lizzie Neave
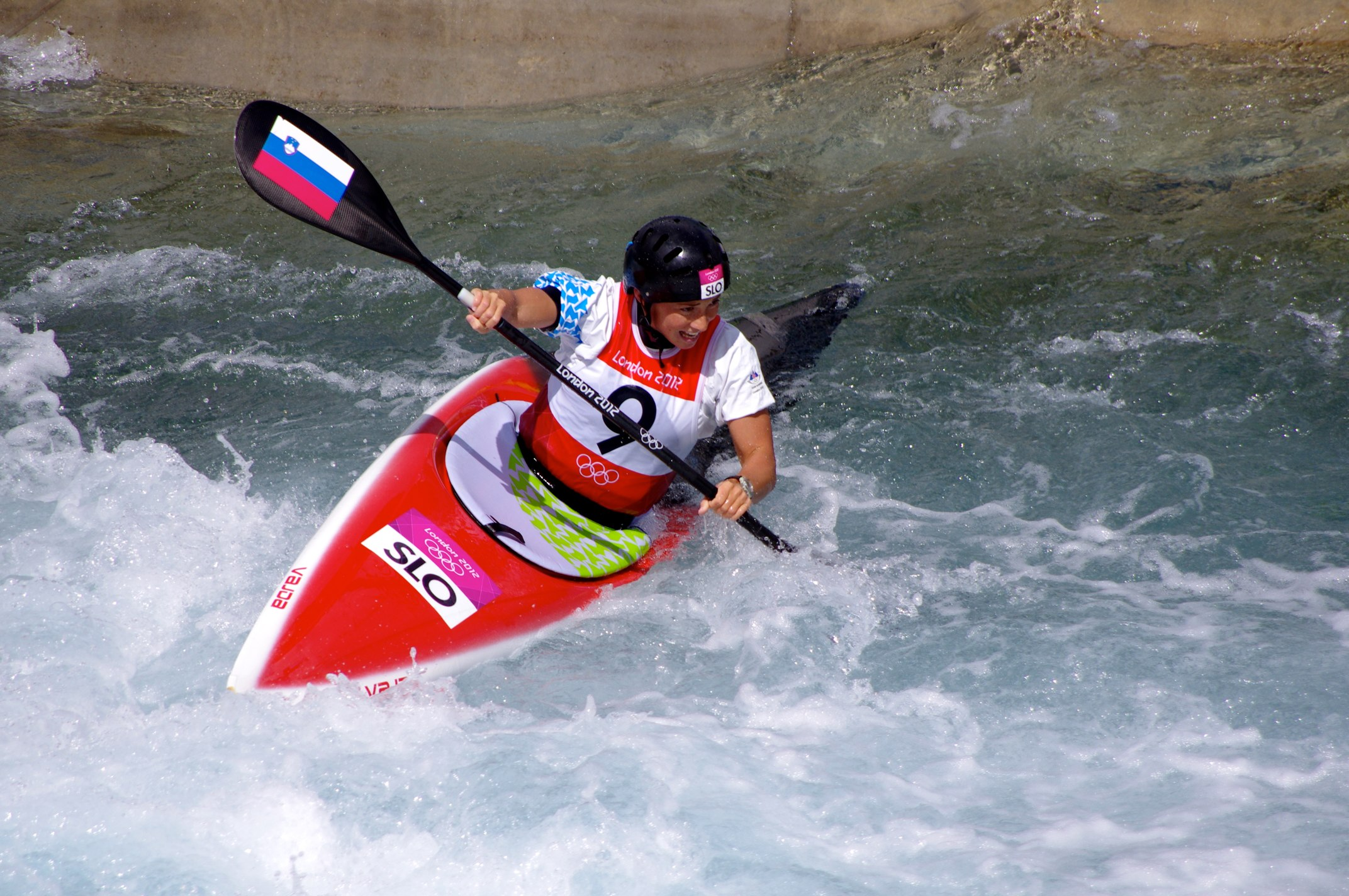
Eva Terčelj
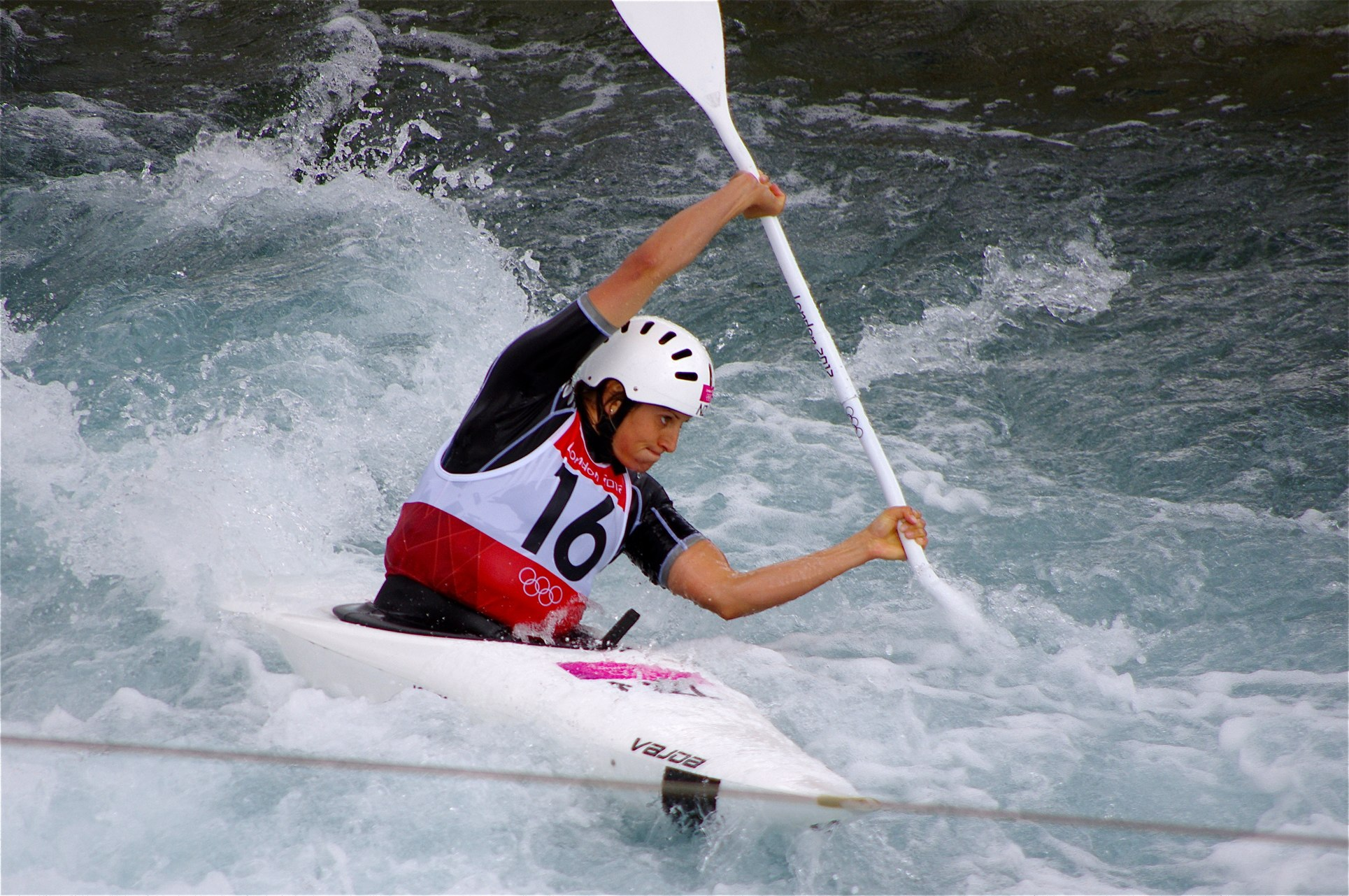
Luuka Jones
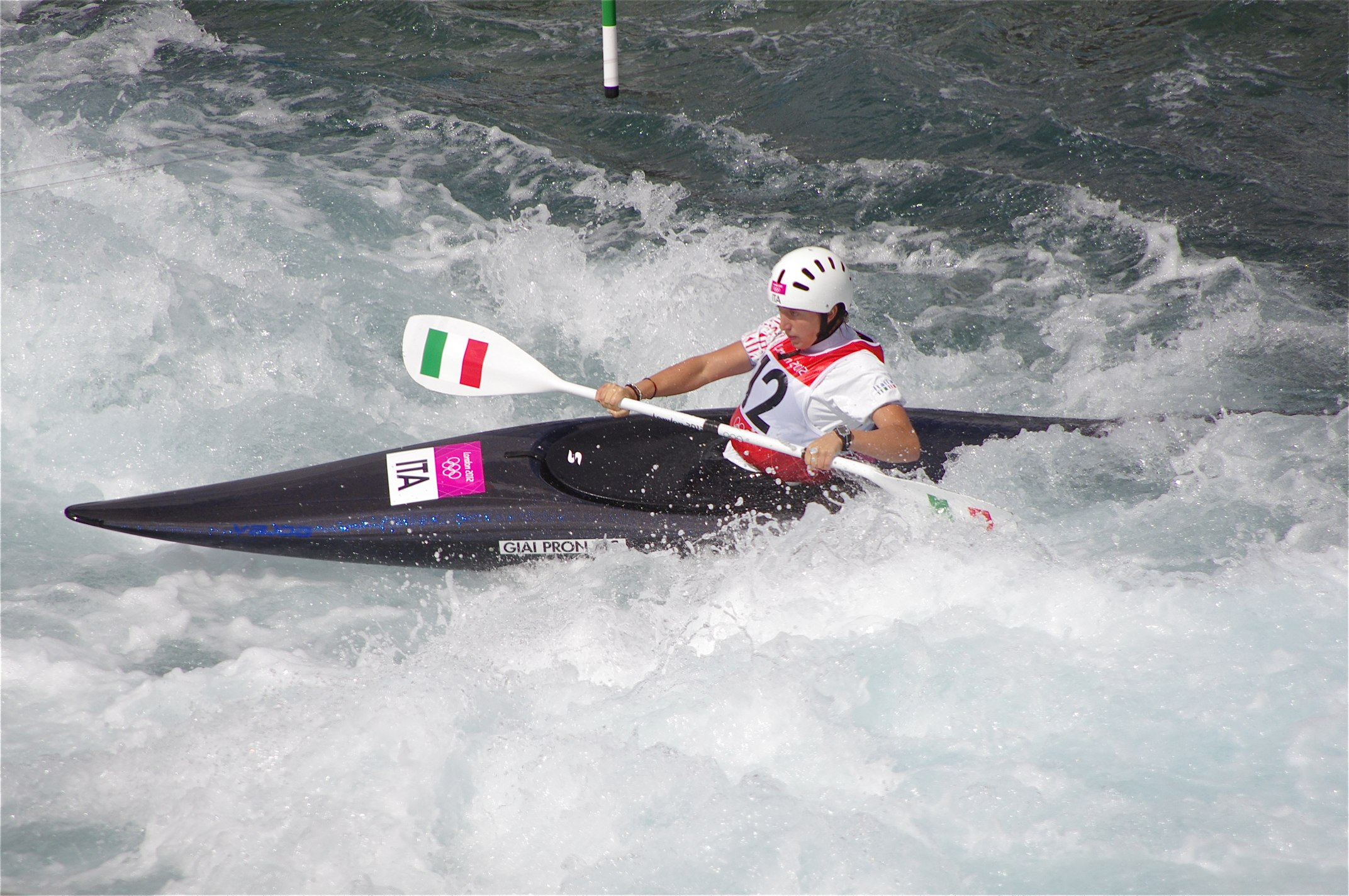
Clara Giai